# Пузино (Еврейская автономная область)
Пузино́ — село в Октябрьском районе Еврейской автономной области. Входит в Амурзетское сельское поселение.

## История
Село основано в 1858 году переселенцами из Забайкалья. Названо в честь первого командира Амурского пешего полубатальона полковника Помпея Поликарповича Пузино.

## География
Село Пузино стоит на левом берегу реки Амур.
Через село проходит автотрасса Бирофельд — Амурзет, расстояние до районного центра села Амурзет 10 км (на запад).

## Инфраструктура
В селе имеются нефтебаза, отделение связи, основная школа, фельдшерско-акушерский пункт. Основные предприятия — ООО «Старт» и крестьянские хозяйства «Новый путь», «Пахарь», «Светлое».

## Население
| 1869 | 1879 | 1901 | 1917 | 1923 | 1924  | 1926  | 1992  | 2002 |
| ---- | ---- | ---- | ---- | ---- | ----- | ----- | ----- | ---- |
| 406  | ↘389 | ↗613 | ↗899 | ↗951 | ↗1003 | ↗1075 | ↗1100 | ↘922 |
| 2010 |      |      |      |      |       |       |       |      |
| ↘729 |      |      |      |      |       |       |       |      |

| 1870 | 1894 | 2002 | 2010 |
| ---- | ---- | ---- | ---- |
| 406  | 547  | 922  | 729  |